# Abisara fylloides
Abisara fylloides é uma borboleta da família Riodinidae. Ela pode ser encontrada na Ásia.
Foi a primeira espécie de borboleta da Riodinidae a ter o seu ADN mitocondrial sequenciado. O ADN mitocondrial tem 15,301 pares de base.

## Subespécies
- Abisara fylloides fylloides (oeste da China)
- Abisara fylloides madalena (Fruhstorfer, 1904) (Indochina)